# Dendrolague de Matschie
Dendrolagus matschiei
Espèce
Statut de conservation UICN

 EN C2a(ii) : En danger
Statut CITES
Le Dendrolague de Matschie (Dendrolagus matschiei) est une espèce de marsupial arboricole de la famille des Macropodidae et du genre Dendrolagus. Il est endémique de l'île de Nouvelle-Guinée.
Son nom scientifique commémore le biologiste allemand Paul Matschie.

## Description physique
Il mesure sans la queue 50 à 80 cm de long et pèse de 9 à 11 kg pour le mâle, de 7 à 9 kg pour la femelle. Son pelage va du roux au brun. Le ventre, les jambes et le bout des oreilles sont beige ou blancs.
Il se distingue du Dendrolague de Goodfellow qui lui est très proche par la couleur claire de sa queue et l'absence de rayures sur le dos.
La gestation dure 41 jours, après quoi le jeune rejoint la poche placentaire pour 44 semaines.

## Mode de vie
Il vit dans les forêts humides de montagne à des altitudes comprises entre 1 000 et 3 300 m dans la péninsule de Huon au Nord-Est de la Nouvelle-Guinée. Il a tendance à vivre seul ou en très petit groupe, généralement composé du couple et des jeunes. Il passe la plupart de son temps dans les arbres et descend parfois sur le sol pour se nourrir.
Dans la nature, il se nourrit de feuilles, de fruits et de mousses. Dans les jardins zoologiques, on le nourrit de pommes, de carottes, d'ignames, de maïs, le céleri, chou frisé et de divers types de feuilles (orme, saule, etc.).

## Galerie

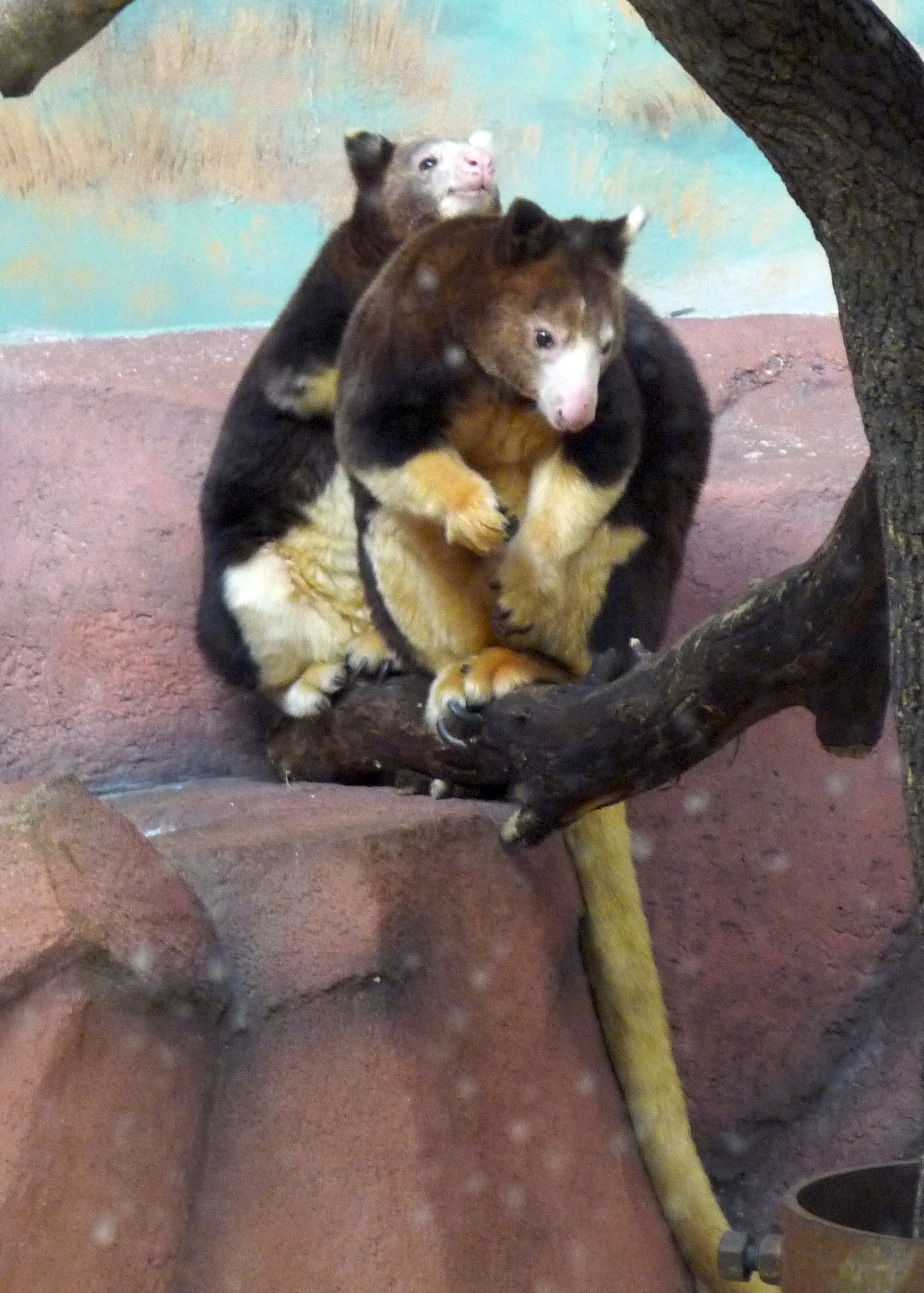
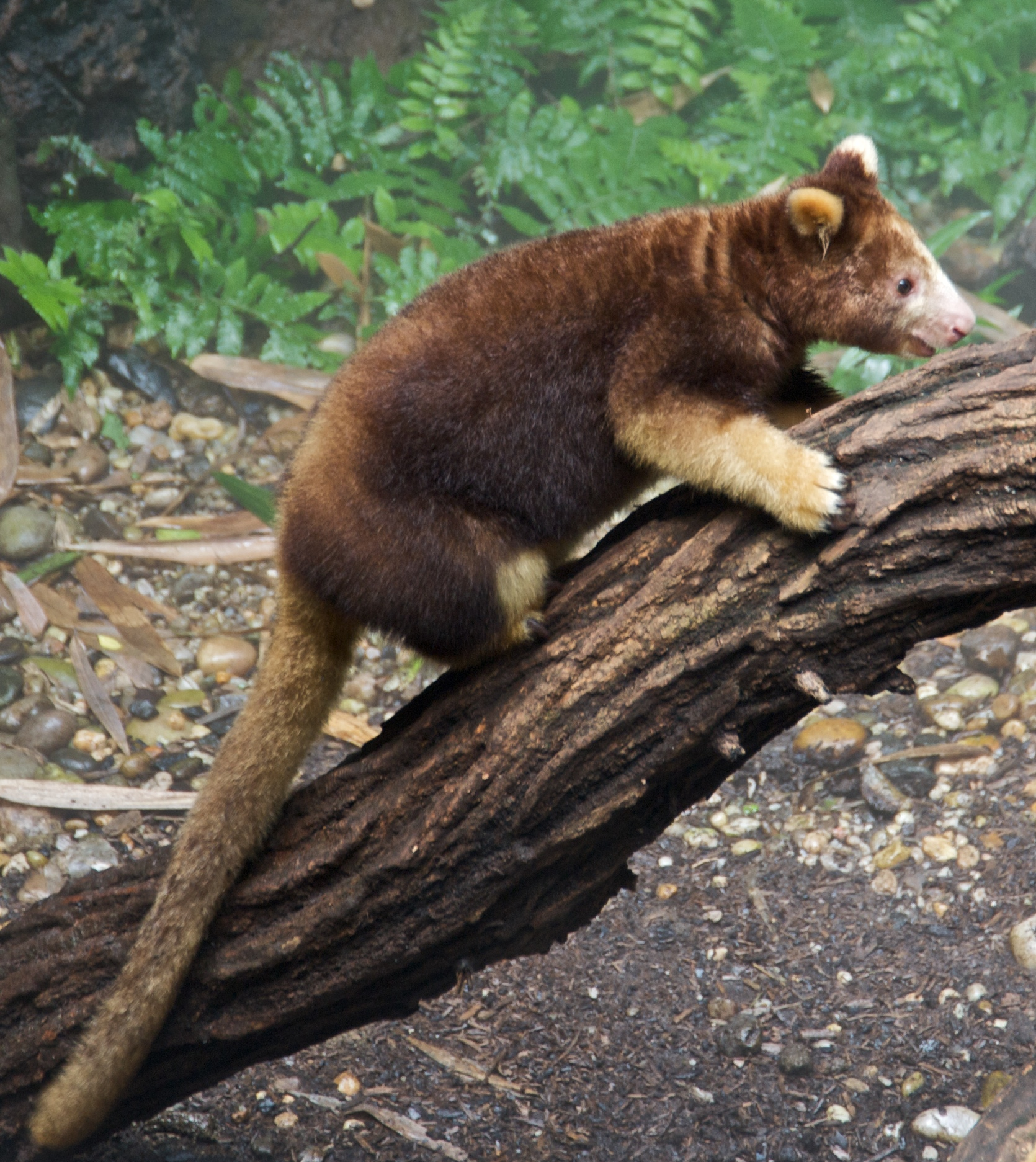
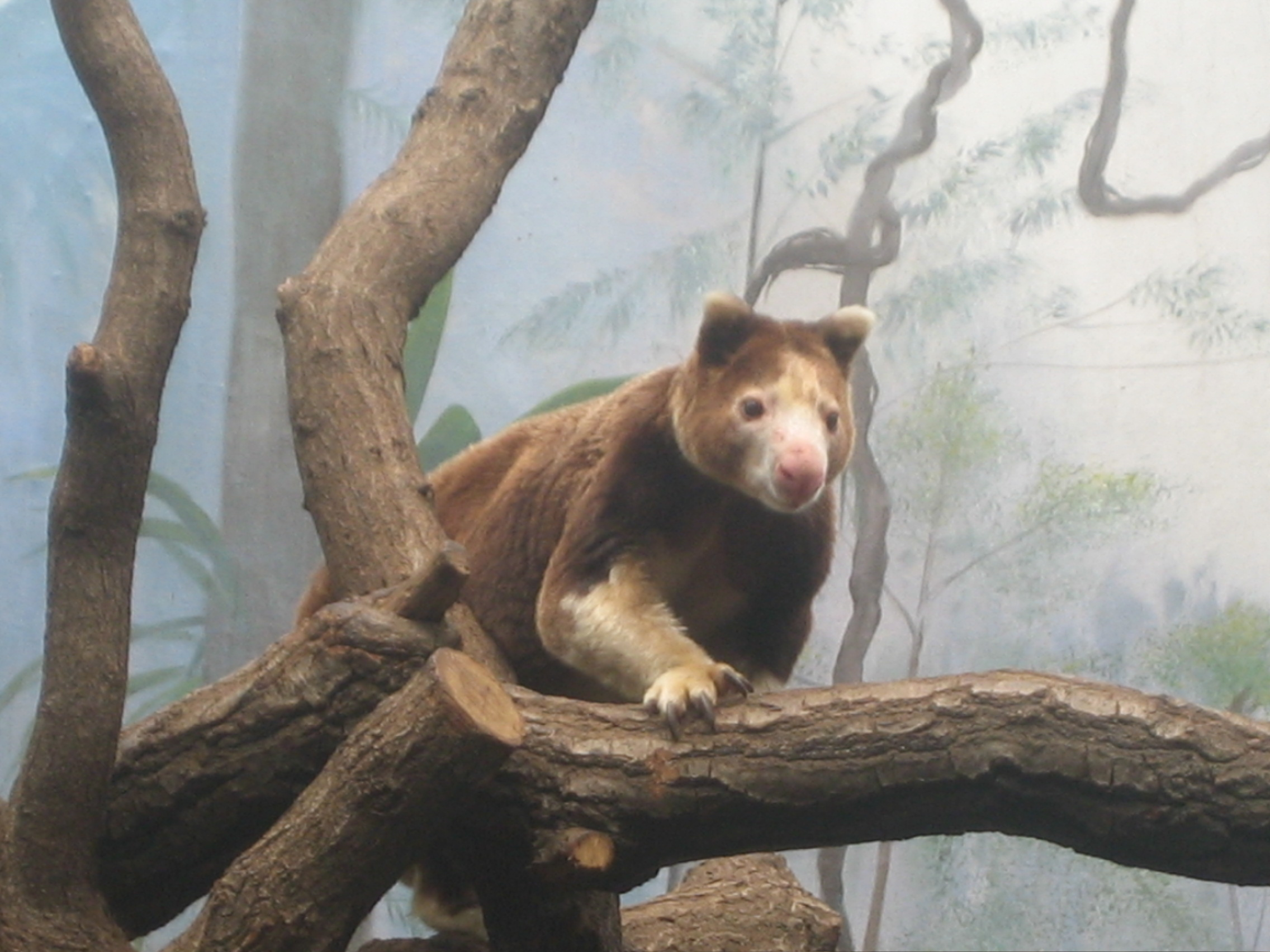